# Lüdersdorf
Lüdersdorf ist die westlichste Gemeinde im Landkreis Nordwestmecklenburg in Mecklenburg-Vorpommern (Deutschland). Sie wird vom Amt Schönberger Land mit Sitz in der Stadt Schönberg verwaltet. Der Ort ist ein Grundzentrum.

## Geografie
Die Gemeinde Lüdersdorf liegt an der Grenze zur schleswig-holsteinischen Großstadt Lübeck. Sie erstreckt sich über ein sanft hügeliges Gebiet zwischen den Flüssen Wakenitz und Maurine, die Höhen erreichen hier bis 60 m ü. NHN und gehören zum Baltischen Landrücken.
Die Wakenitz und der Landgraben der mittelalterlichen Lübecker Landwehr bilden in weiten Teilen die Landesgrenze zu Schleswig-Holstein. Auf dem Gemeindegebiet existieren mehrere stehende Kleingewässer, so etwa der Schwarzmühlenteich auf der Landesgrenze im Verlauf des Landgrabens. Auf dem nördlichen Teil des Gemeindegebiets liegt das Landschaftsschutzgebiet Palinger Heide und Halbinsel Teschow.
Umgeben wird Lüdersdorf von den Nachbargemeinden Selmsdorf im Nordosten, Schönberg im Osten, Siemz-Niendorf und Rieps im Südosten, Thandorf und Utecht im Süden, Groß Grönau im Südwesten sowie Lübeck im Westen und Nordwesten.

### Gemeindegliederung
Zu Lüdersdorf gehören folgende Ortsteile:
- Boitin-Resdorf
- Duvennest
- Groß Neuleben
- Herrnburg
- Klein Neuleben
- Palingen
- Schattin
- Wahrsow

## Geschichte

### Lüdersdorf

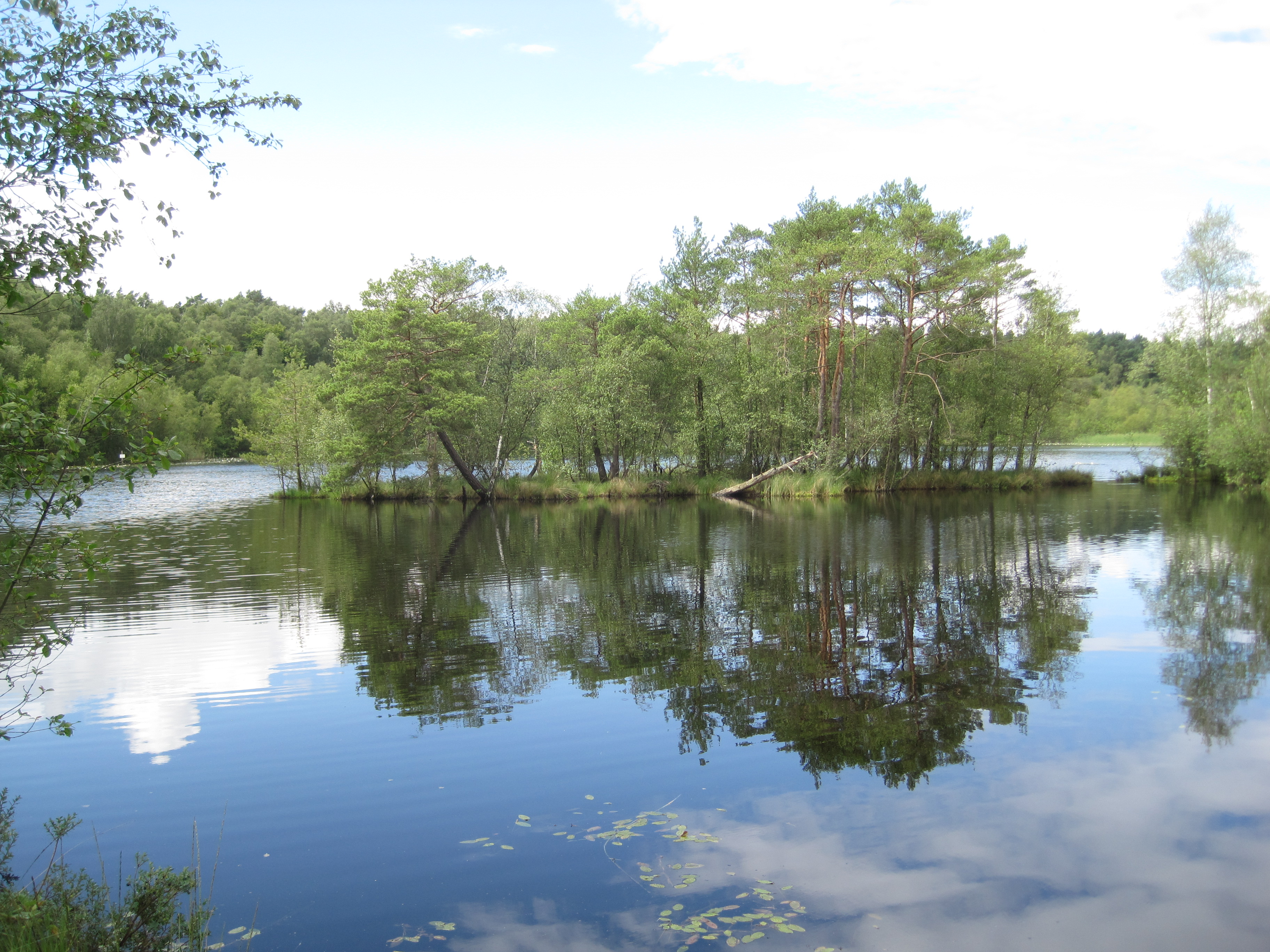
Im ehemaligen Grenzgebiet konnte sich die Natur frei entfalten, wie am Duvennester Moor

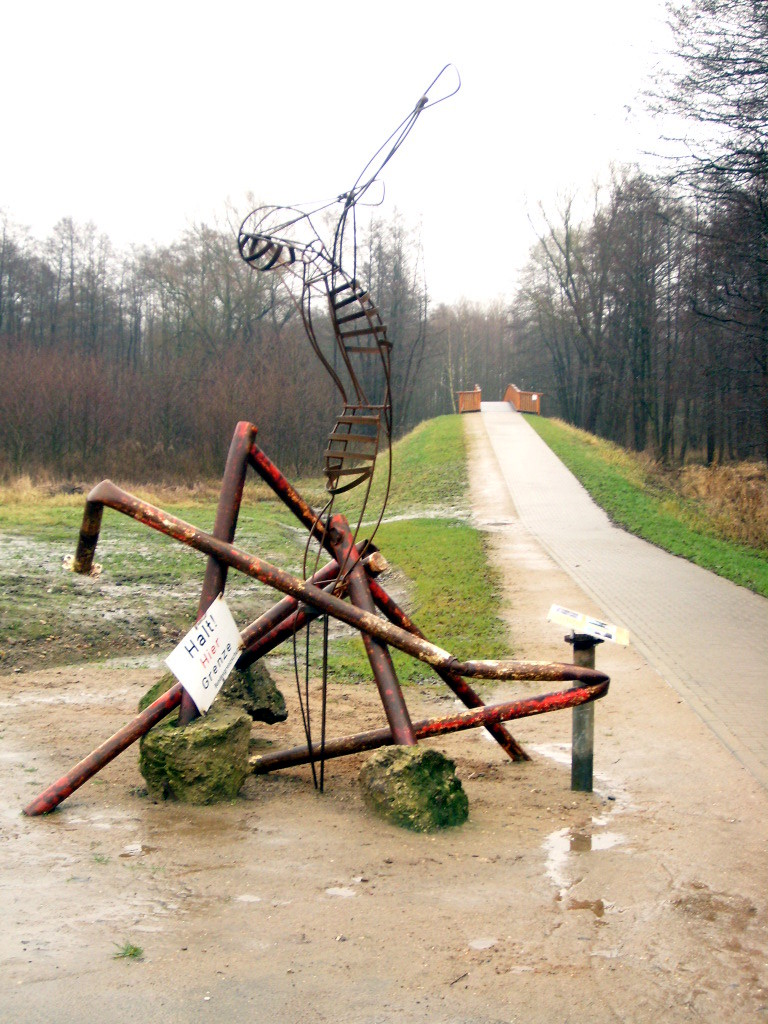
Skulptur „Grenzen überwinden“ zwischen Schattin und Groß Sarau

Lüdersdorf wurde 1194 als Luderstorp (Ort des Lüders) im Isfriedschen Teilungsvertrag erstmals urkundlich genannt.
Zu den bestimmenden Gebäuden von Lüdersdorf gehörte 60 Jahre lang eine Windmühle. Der ursprüngliche Galerieholländer wurde 1893 von Innien  bei Neumünster nach Lüdersdorf umgesetzt und ohne Galerie 1893/94 auf dem Voßbarg (Fuchsberg, heute: Mühlenberg) wieder aufgebaut. Fritz Christian Heinrich Seebach, von 1902 bis 1906 Besitzer der Wassermühle in Herrnburg, kauft 1905 die Windmühle (zusammen mit der Büdnerei Nr. 25) und verkauft diese 1922 wieder. Danach ist der Müller Johann Joachim Heinrich Meiburg Pächter der Windmühle. 1954 wurde die Windmühle abgerissen.
Am 1. Juli 1950 wurden die bis dahin selbständigen Gemeinden Wahlsdorf, Wahrsow und Wahrsow, Hof (auch Hof Wahrsow) eingegliedert.
In der DDR-Zeit lag Lüdersdorf in unmittelbarer Nähe zur fünf Kilometer breiten Sperrzone an der innerdeutschen Grenze, die hier durch den Lübecker Landgraben gebildet wird. Die ehemaligen Ortsteile Lenschow und Wahlsdorf wurden in dieser Zeit in Zusammenhang mit den Zwangsaussiedlungen geschleift.
Nach der Grenzöffnung 1989 ergaben sich für die Gemeinde Lüdersdorf – insbesondere für den großen Ortsteil Herrnburg – neue Chancen als unmittelbarer Nachbarort der Hansestadt Lübeck. Es setzte eine rege Bautätigkeit ein.
Von 1952 bis 1994 gehörte Lüdersdorf zum Kreis Grevesmühlen (bis 1990 im DDR-Bezirk Rostock, 1990–1994 im Land Mecklenburg-Vorpommern). Seit 1994 liegt die Gemeinde im Landkreis Nordwestmecklenburg.

### Ortsteile
Boitin-Resdorf, ein Rundlingsdorf in reiner Form, wurde 1257 erstmals erwähnt. Es war bis 1950 eine selbständige Gemeinde und von 1950 bis 1956 Ortsteil der Gemeinde Klein Mist. Die von 1953 bis 1959 erbaute Kapelle war der einzige Kirchenneubau der evangelisch-lutherischen Kirche im Land Ratzeburg während der DDR-Zeit. Ab 2010 als Atelier umgenutzt, wurde sie 2020 entwidmet.
Duvennest, ein ehemaliges Rundlingsdorf wurde am 13. April 1320 erstmals urkundlich als Duuennest erwähnt.
Groß Neuleben und Klein Neuleben, beide Orte als Runddörfer, hießen früher Groß Mist und Klein Mist. Sie wurden 1956 zusammengelegt, umbenannt und bildeten dann bis 1991 die selbständige Gemeinde Neuleben.
Herrnburg wurde 1191 erstmals erwähnt. Das alte Zollhaus Herrnburg wurde 1783 auf den Fundamenten der Vorgängerkapelle als zweigeschossiger Fachwerkbau errichtet. Die backsteingotische Dorfkirche Herrnburg stammt aus der Mitte des 13. Jahrhunderts, der Kirchturm aus der ersten Hälfte des 16. Jahrhunderts. Die vom Land geförderte städtebauliche Entwicklungsmaßnahme Herrnburg-Nord an der Grenze zu Lübeck war seit 1992 das größte zusammenhängende Neubaugebiet in Mecklenburg-Vorpommern mit um die 1000 Wohnungen und erklärt den Einwohnerzuwachs von 2000 auf über 5000.
Bertolt Brecht und Paul Dessau schrieben 1951 das Singspiel „Herrnburger Bericht“, dessen Inhalt die Brechtsche Sichtweise einer Konfrontation von FDJ-Mitgliedern auf der Rückreise vom Deutschlandtreffen der Jugend Pfingsten 1950 mit der Schleswig-Holsteiner Polizei an der damaligen innerdeutschen Grenze ist. Am 26. Juni 1951 wurde durch Beschluss der Bundesregierung die FDJ in Westdeutschland in der gesamten Bundesrepublik gemäß Art. 9 Abs. 2 GG verboten.
Palingen, ein Angerdorf, wurde 1194 erstmals als Polengowe =  Ort am Hain im Isfriedschen Teilungsvertrag urkundlich erwähnt.
Schattin war bis 1937 eine Lübecker Exklave. Die ehemaligen Lübecker Wakenitzhorste in diesem Bereich, Huntenhorst (gegenüber Müggenbusch), Brunshorst, Stoffershorst (gegenüber Absalonshorst) und Bothenhorst, wurden im Zuge des Ausbaus der innerdeutschen Grenze beseitigt.
Zur Gemeinde Lüdersdorf gehörten auch Lenschow (ursprünglich Lenzekowe „Binsenort“) und Wahlstorf („Dorf des Vals“). Beide Ortsteile wurden zu DDR-Zeiten leergesiedelt und sind heute nur noch in Gemarkungsnamen existent.

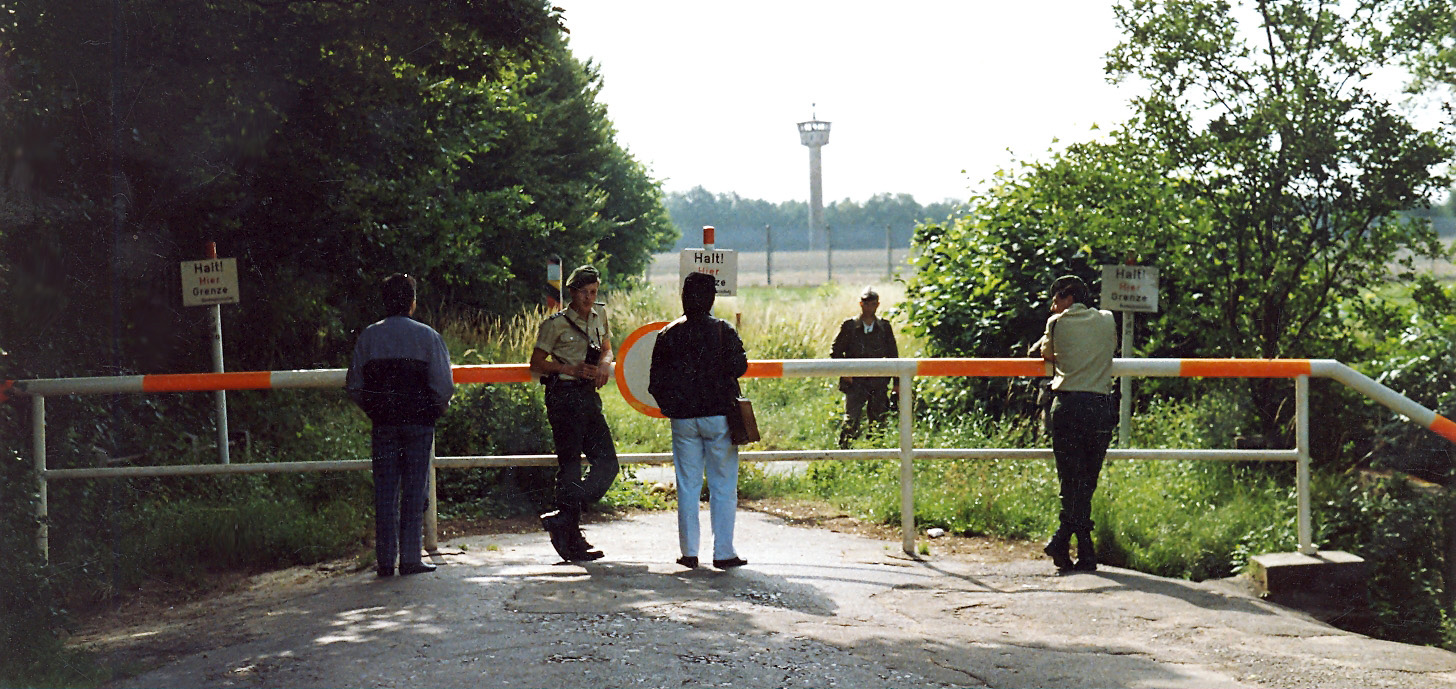
Blick von Lübeck-Eichholz nach Herrnburg bis 1989
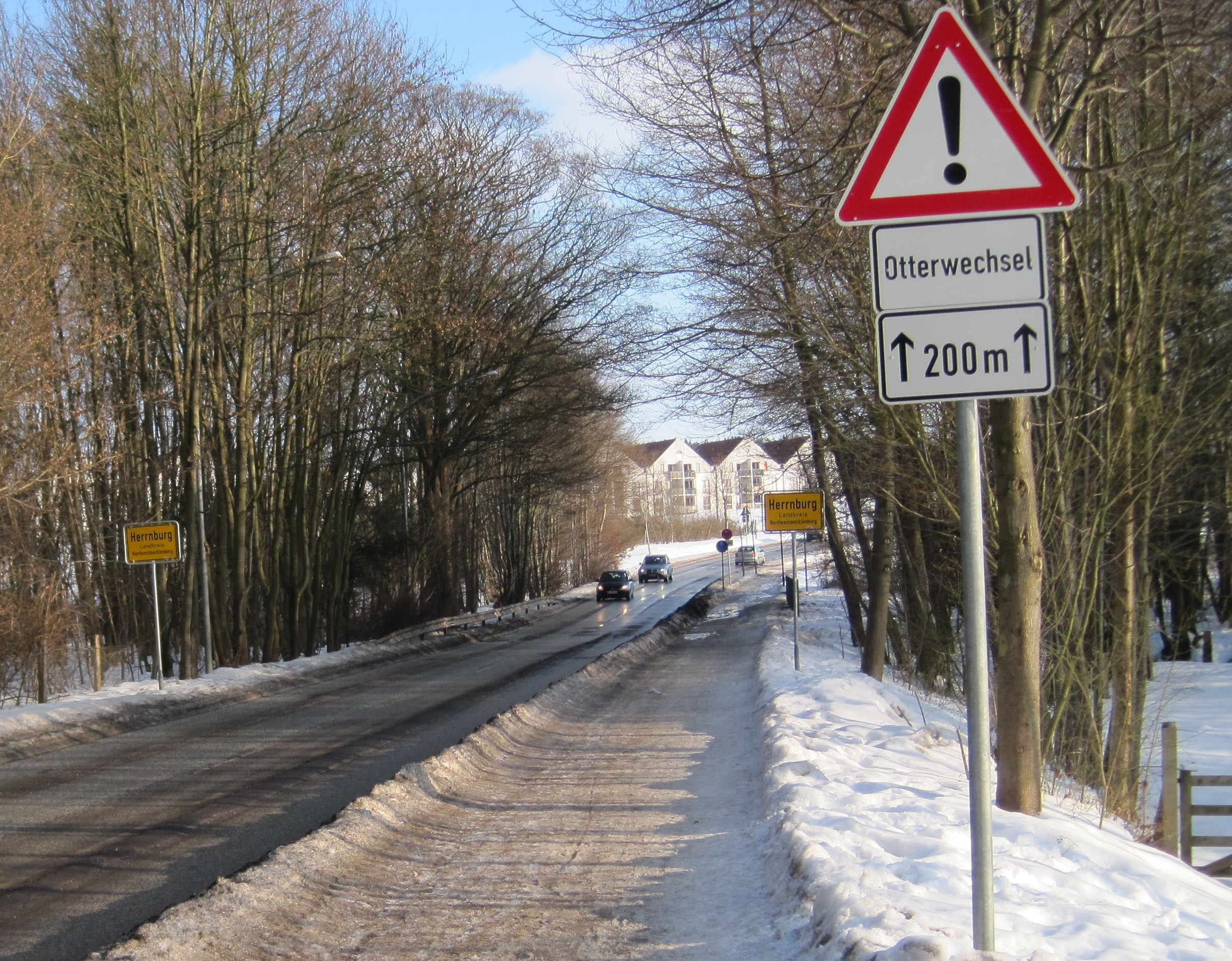
… und im Februar 2010
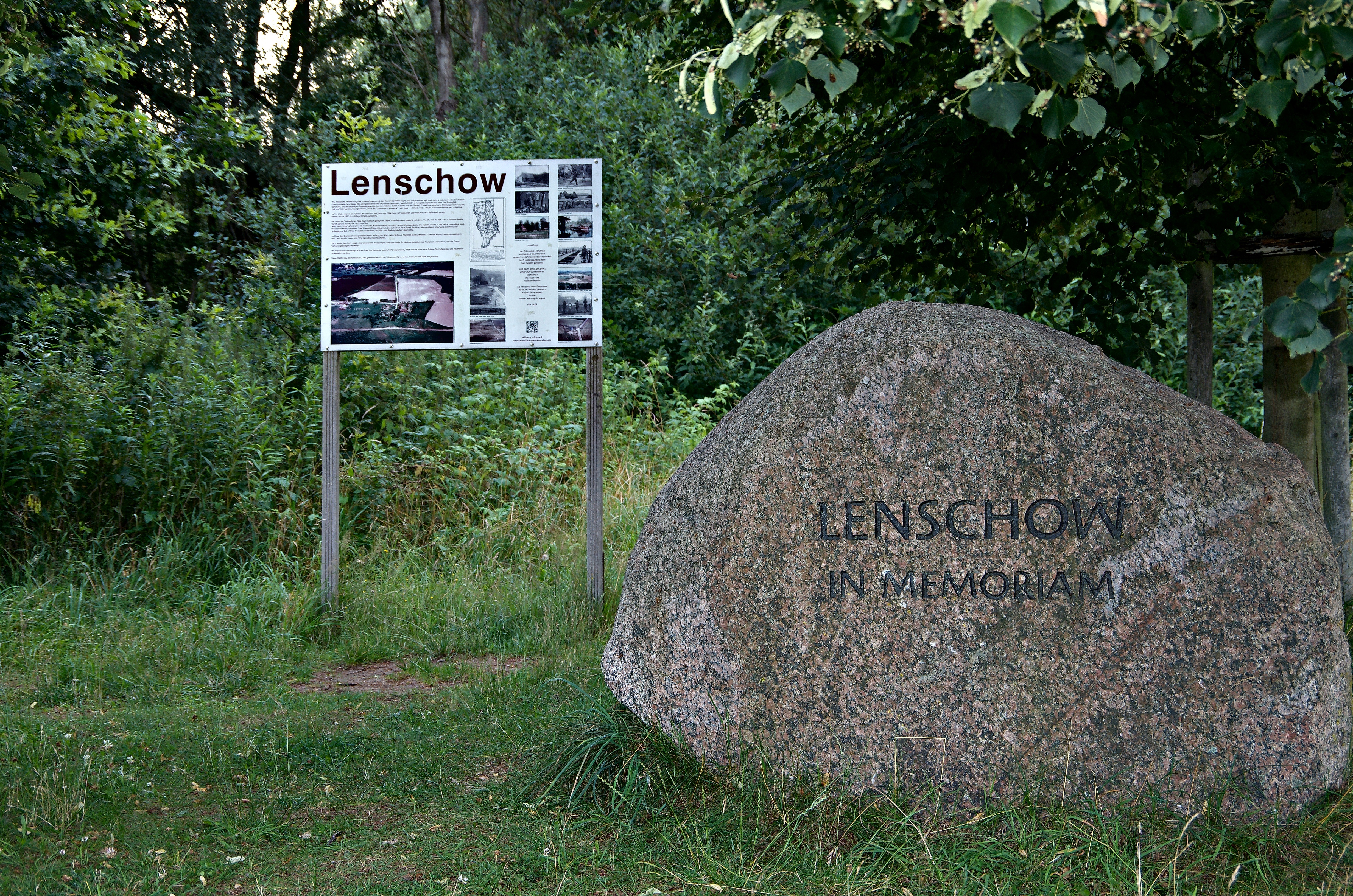
Gedenkstein Lenschow
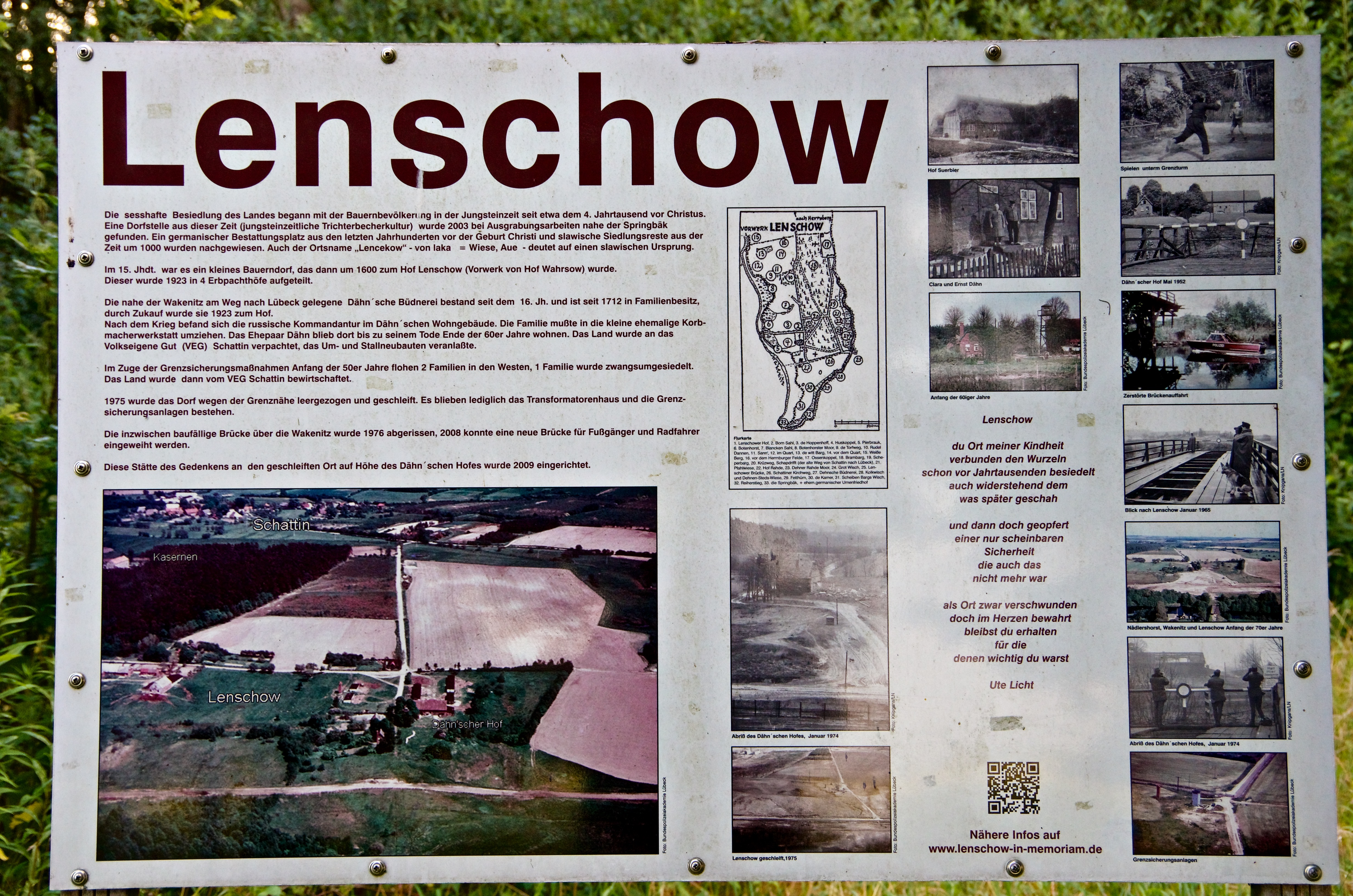
Informationstafel am Gedenkstein

## Bevölkerung
| Jahr | Einwohner |
| ---- | --------- |
| 1990 | 1928      |
| 1995 | 2167      |
| 2000 | 4533      |
| 2005 | 4975      |
| 2010 | 5094      |
| 2015 | 5315      |

| Jahr | Einwohner |
| ---- | --------- |
| 2020 | 5331      |
| 2021 | 5308      |
| 2022 | 5330      |
| 2023 | 5316      |

 Stand: 31. Dezember des jeweiligen Jahres

## Politik

### Gemeindevertretung
Die Gemeindevertretung von Lüdersdorf besteht aus 16 Mitgliedern. Die Kommunalwahl am 9. Juni 2024 führte bei einer Wahlbeteiligung von 69,9 % zu folgendem Ergebnis:
| Partei / Wählergruppe                                                                    | Stimmenanteil 2019 | Sitze 2019 |  | Stimmenanteil 2024 | Sitze 2024 |
| ---------------------------------------------------------------------------------------- | ------------------ | ---------- |  | ------------------ | ---------- |
| CDU                                                                                      | 43,8 %             | 6          |  | 41,6 %             | 7          |
| Die Initiative für eine ökologische und soziale Politik in der Gemeinde Lüdersdorf (INI) | 18,4 %             | 3          |  | 19,4 %             | 3          |
| Bündnis 90/Die Grünen                                                                    | –                  | –          |  | 14,9 %             | 2          |
| AfD                                                                                      | –                  | –          |  | 12,3 %             | 2          |
| SPD                                                                                      | 21,1 %             | 3          |  | 11,8 %             | 2          |
| Bürger für Lüdersdorf (BfL)                                                              | 06,6 %             | 2          |  | –                  | –          |
| Die Linke                                                                                | 06,9 %             | 1          |  | –                  | –          |
| Ländlicher Raum, Umwelt und Landwirtschaft (LUL)                                         | 03,1 %             | 1          |  | –                  | –          |
| Insgesamt                                                                                | 100 %              | 16         |  | 100 %              | 16         |

### Bürgermeister
- 1999–2001: Sibylle Johannsen (SPD)
- seit 2001: Erhard Huzel (CDU)[13]

Huzel wurde in der Bürgermeisterwahl am 26. Mai 2019 mit 51,8 % der gültigen Stimmen gewählt. In der Bürgermeisterstichwahl am 23. Juni 2024 wurde er mit 56,4 % der gültigen Stimmen in seinem Amt bestätigt. Seine Amtszeit beträgt fünf Jahre.

### Wappen
| Wappen von Lüdersdorf | Blasonierung: „Gespalten durch einen silbernen Wellenpfahlfaden; vorn in Rot ein silbernes Hochkreuz überhöht von einer goldenen Krone; hinten in Blau neun (3:3:3) goldene Blüten über einem goldenen Zahnrad.“ |
| Wappen von Lüdersdorf | Wappenbegründung: In dem Wappen soll mit dem Wellenpfahlfaden die Lage der Gemeinde an der Wakenitz symbolisiert werden. Das von der Krone überhöhte Hochkreuz, das Wappenbild des Fürstentums Ratzeburg, erinnert an die frühere Zugehörigkeit der Orte zu dem 1648 aus dem säkularisierten Stiftsland des Bistums Ratzeburg hervorgegangenen Fürstentum Ratzeburg. Die Blüten stehen für die neun Ortsteile der Kommune. Das Zahnrad soll auf die ansässigen Gewerbebetriebe hindeuten. Das Wappen und die Flagge wurde vom Schweriner Heraldiker Heinz Kippnick gestaltet. Es wurde zusammen mit der Flagge am 17. März 2008 durch das Ministerium des Innern genehmigt und unter der Nr. 317 der Wappenrolle des Landes Mecklenburg-Vorpommern registriert. |

### Flagge
Die Flagge ist quer zur Längsachse des Flaggentuchs von Rot, Gelb und Rot gestreift. Die roten Streifen nehmen je ein Viertel, der gelbe Streifen nimmt die Hälfte der Länge des Flaggentuchs ein. In der Mitte des Flaggentuchs liegt das Gemeindewappen, das zwei Drittel der Höhe des Flaggentuchs einnimmt. Die Höhe des Flaggentuchs verhält sich zur Länge wie 3:5.

### Dienstsiegel
Das Dienstsiegel zeigt das Gemeindewappen mit der Umschrift „GEMEINDE LÜDERSDORF • LANDKREIS NORDWESTMECKLENBURG“.

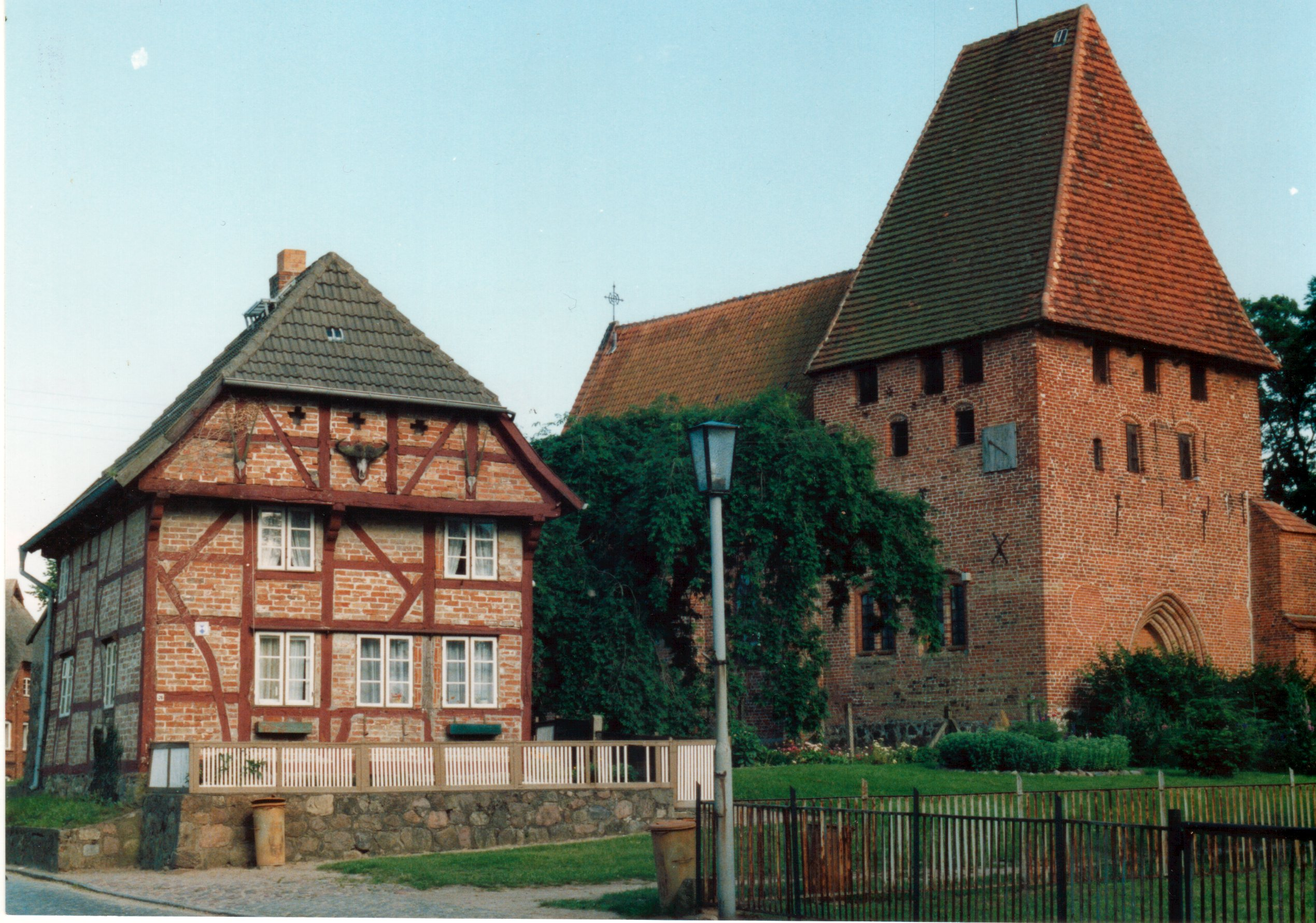
Herrnburger Dorfkirche mit Zollhaus

## Sehenswürdigkeiten
- Dorfkirche mit gotischem Schiff aus dem 15. Jahrhundert in Herrnburg
- Kunstgalerie im Alten Zollhaus in Herrnburg
- Freilebende Nandupopulation, die sich aus in Groß Grönau ausgebrochenen Tieren entwickelt hat

→ Siehe auch Liste der Baudenkmale in Lüdersdorf
Naturschutzgebiete

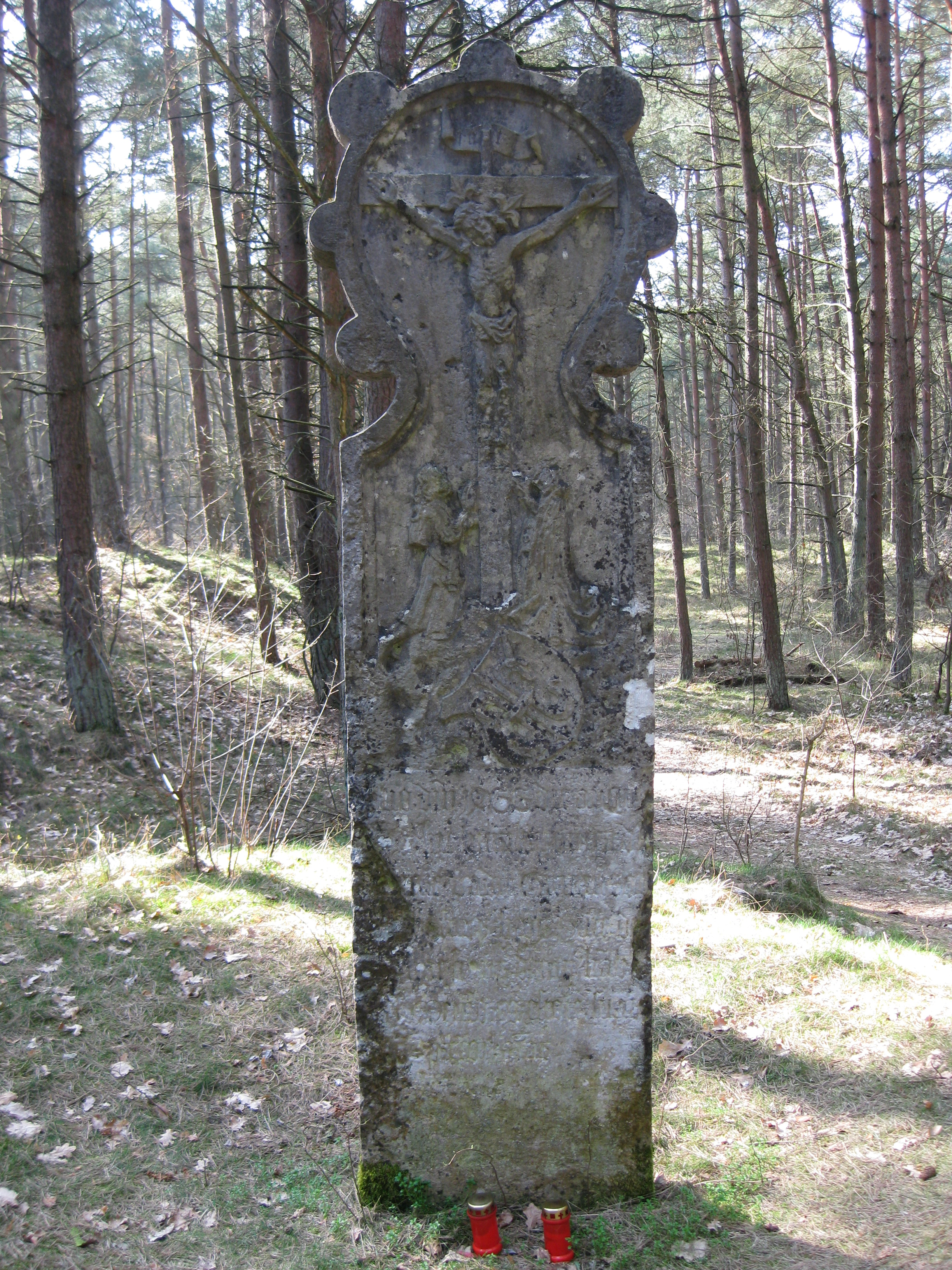
Pomertstein im Staatsforst Schönberg

Im nordwestlichen Gemeindegebiet befindet sich das Landschaftsschutzgebiet Palinger Heide und Halbinsel Teschow zwischen Palingen und Lübeck-Schlutup. Entlang der Wakenitz erstreckt sich südlich von Herrnburg das Naturschutzgebiet Wakenitzniederung mit dem Duvennester Moor und den alten Torfstichen bei Habershorst. Im Wald südlich von Herrnburg befindet sich seit 1466 der gotische Pomertstein, ein mittelalterlicher Sühnestein, auch Mordwange genannt, der auf der früheren Pilgerstrecke nach Wilsnack an den hier erschlagenen Hinrik Pomert erinnert. Das Naturschutzgebiet wird auf der schleswig-holsteinischen Seite nahtlos durch das dortige Naturschutzgebiet Wakenitz fortgeführt. Das Landschaftsschutzgebiet  und die Naturschutzgebiete sind Teil des Grünen Bandes Deutschland entlang der früheren innerdeutschen Grenze.

## Wirtschaft und Infrastruktur

### Unternehmen
Lüdersdorf hat neben Sparkasse, Ärzten, Kindergärten und Schulen sowie Einkaufsmöglichkeiten alle erforderlichen Infrastruktureinrichtungen einer großen Gemeinde. In Lüdersdorf gibt es zahlreiche Gewerbebetriebe (u. a. Transportunternehmen, Baubetriebe, Handel, Hotel- und Gaststättengewerbe sowie Landwirtschaftsbetriebe). Durch die Erschließung großer neuer Gewerbegebiete südlich von Lüdersdorf entlang des im Frühjahr 2009 für den Verkehr freigegebenen neuen Autobahnzubringers und die Nähe zu Lübeck und zur Metropole Hamburg wurden zahlreiche neue Arbeitsplätze geschaffen.
Größter industrieller Arbeitgeber ist die Brotfabrik Lieken.

### Verkehr

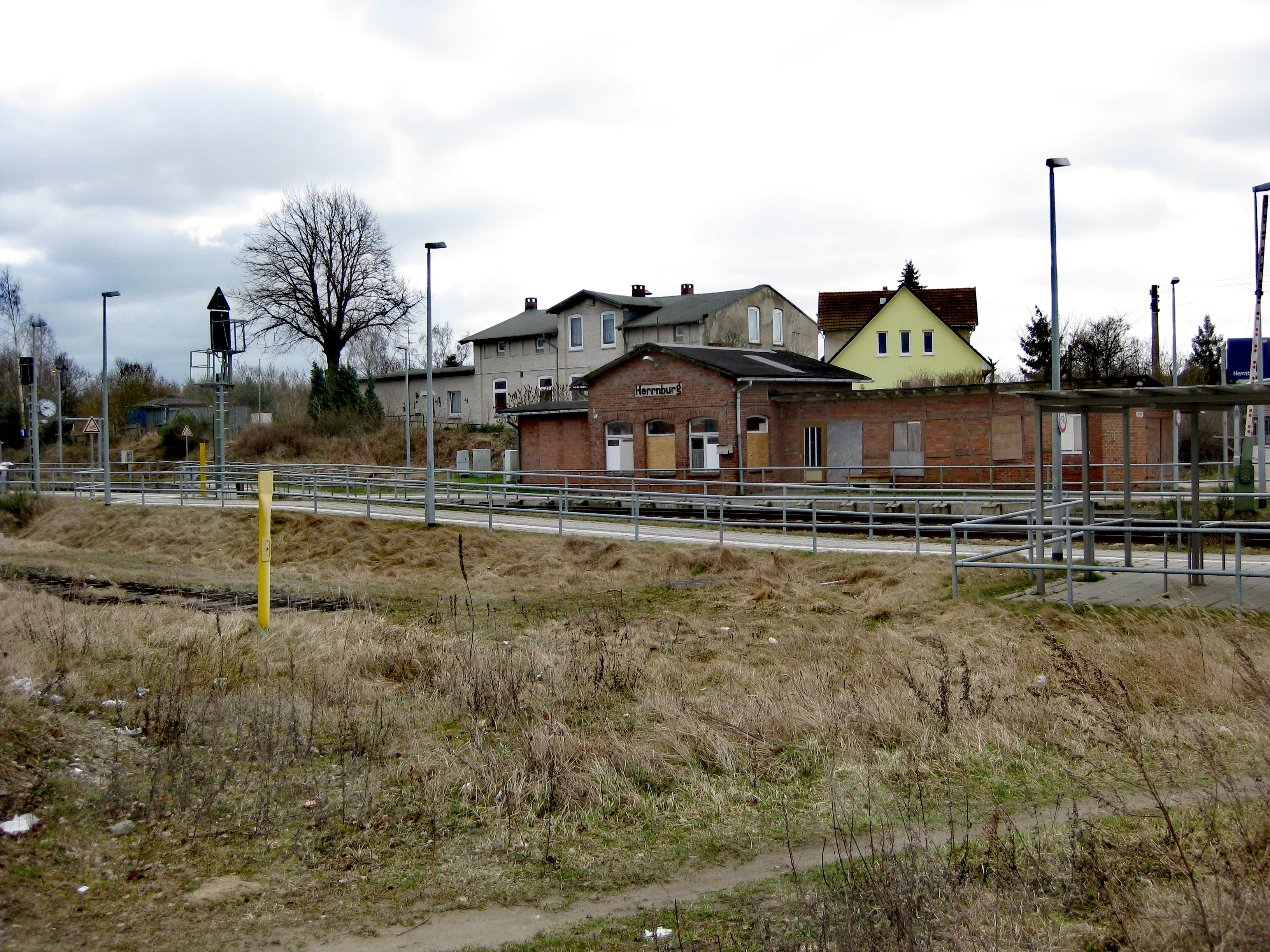
Bahnhof Herrnburg

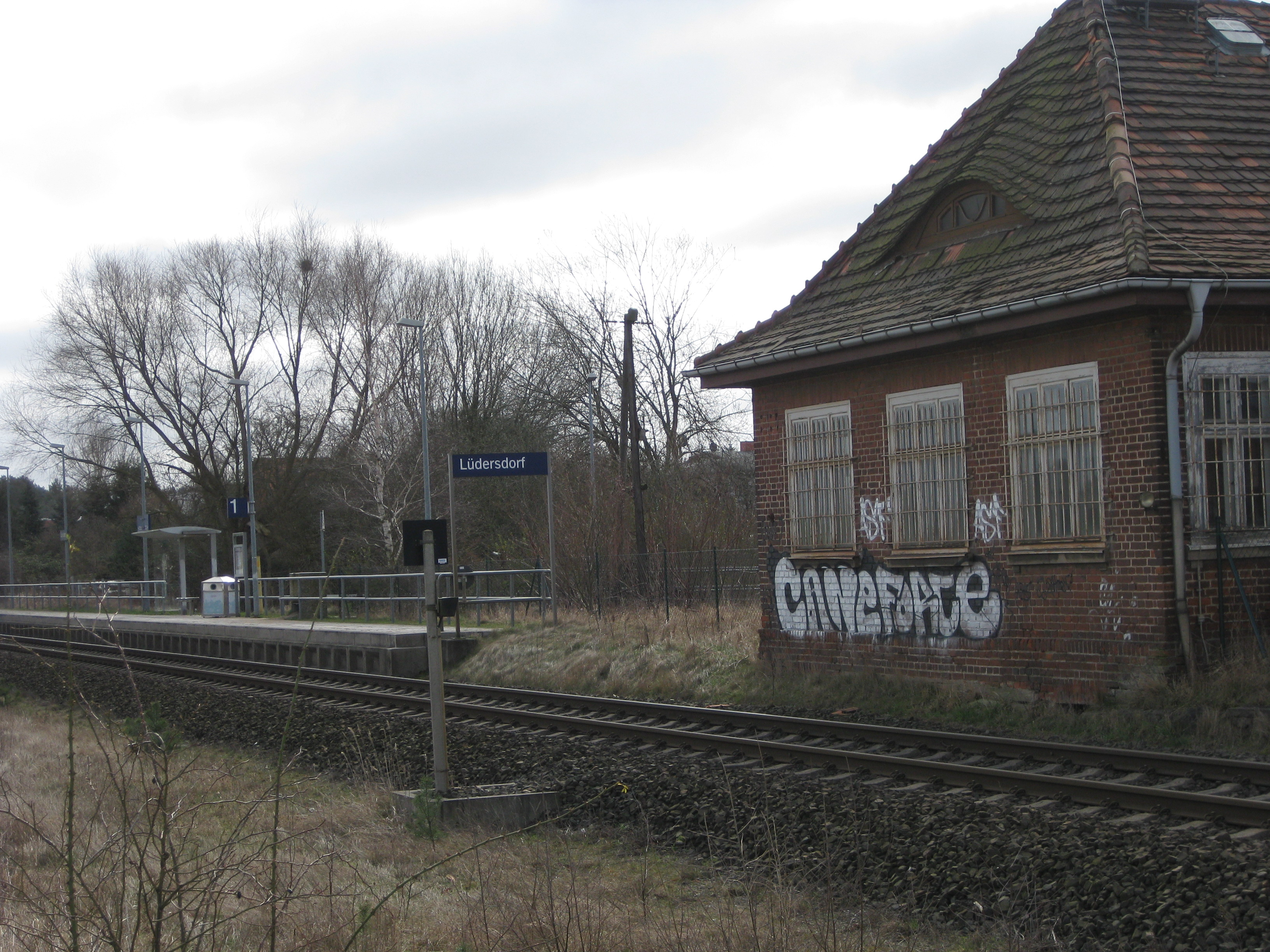
Haltepunkt Lüdersdorf (Meckl)

Lüdersdorf liegt an der Landesstraße L 02 zwischen Lübeck und Rehna sowie an Kreisstraßen nach Selmsdorf und Schönberg. Die nächstliegende Autobahnanschlussstelle ist Lüdersdorf an der A 20 zwischen Lübeck und Wismar.
Der Bahnhof Herrnburg (ehemaliger DDR-Grenzbahnhof für Interzonenzüge) sowie der Haltepunkt Lüdersdorf (Meckl) liegen an der Bahnstrecke Lübeck–Bad Kleinen. Sie werden von der Regional-Express-Linie RE 4 (Lübeck–Stettin) bedient.
Lüdersdorf ist in den öffentlichen Personennahverkehr des Stadtverkehrs Lübeck und des Landkreises Nordwestmecklenburg (NAHBUS Nordwestmecklenburg) einbezogen.
Die erste Verbindung südlich des Gemeindegebiets in das Lauenburgische ist die Wakenitz-Brücke bei Rothenhusen. Die Nachbargemeinde Groß Sarau im Naturpark Lauenburgische Seen regte einen 2008 erfolgten Neubau der Wakenitzbrücke im Bereich ihres Ortsteils Nädlershorst an, um die touristische Infrastruktur auf beiden Seiten der Wakenitz zwischen Lübeck und dem Ratzeburger See zu verbessern. Die Brücke wurde aus Fördermitteln der Metropolregion Hamburg errichtet. Die Skulptur Grenzen überwinden auf der Westseite der Wakenitz ist eine Arbeit des in Schattin auf der Ostseite ansässigen Bildhauers Claus Görtz. Sie entstand unter Verwendung der bis 2008 dort befindlichen Schlagbäume, welche die verwaisten Rampen der Vorgängerbrücke sicherten. Auch die Eisenbahnbrücke über die Wakenitz kann zu Fuß und mit dem Fahrrad genutzt werden.

### Bildung
- Grundschule im Ortsteil Herrnburg mit dem Primarbereich
- Schulteil in Wahrsow, 2006 modernisiert mit zwei Sporthallen und Sportplätzen für die Klassenstufen fünf bis zehn

## Persönlichkeiten

### Söhne und Töchter der Gemeinde
- Karl Friedrich Ludwig Arndt (1787–1862), Pädagoge und Pastor
- Christian Bacmeister (1730–1806), Historiker, in Herrnburg geboren
- Eduard Oldenburg (1882–1965), Landwirt und Politiker, in Klein Mist geboren

### Mit Lüdersdorf verbundene Persönlichkeiten
- Johann Wilhelm Bartholomäus Rußwurm (1770–1855), Pastor in Herrnburg
- Dagmar Altrichter (1924–2010), Schauspielerin, lebte in Lüdersdorf
- Karl-Heinz Hopp (1936–2007), Ruderer, lebte in Palingen
- Claus Görtz (* 1963), Bildhauer, lebt in Schattin